# Isabella Leonarda
Isabella Leonarda, właśc. Isabella Calegari (ur. 6 września 1620 w Novarze, zm. 25 lutego 1704 tamże) – włoska kompozytorka.

## Życiorys
Była zakonnicą, w 1636 roku złożyła śluby w konwencie urszulanek w Novarze. W 1686 roku została matką przełożoną tego konwentu, a w 1693 roku prowincjałką. W drugiej połowie XVII wieku ukazało się drukiem przeszło 200 utworów jej autorstwa. Komponowała msze, motety i koncerty religijne. Motety jej autorstwa cechują się zwięzłością formy i wyrazistym rozczłonkowaniem, stosowane są w nich liczne skoki interwałowe i symetryczność konstrukcji melodycznej, w niektórych wprowadzane są koncertujące skrzypce.